# Correque
Correque Costa Rica egyik őslakos uralkodója, a keleti huetár királyság királya volt a 16. században. Több székhelye is volt, és egy ideig ellenállt a konkvisztádoroknak, mígnem Ujarrás-ból Tucurrique-ba költöztette át udvarát, hogy elmeneküljön előlük. királyként El Guarco volt az elődje, Fernando Correque pedig az utódja.

## Politikai hatásköre
Correque az elődjének, El Guarcó-nak a fia vagy közeli rokona volt. Egy 1584-es dokumentum, amelyet Diego de Artieda Chirino y Uclés spanyol kormányzó írt alá, úgy említi őt, mint: 
"... Don Fernando, királya és természetes ura e egész földnek, Guarco úr fia, aki egyben törvényes utóda és örököse..."
Uradalma a Virilla folyótól a Tierradentróban lévő Pococí-ig vagy Csirripóig terjedt, és sok város (vagy falu) tartozott fennhatósága alá. Négy központja volt, ahol időszakosan tartózkodott: egy Atirróban, Corroce mellett; egy Corroce-ban, egy Turrialbában és egy Acoyte nevű kakaóliget mellett (spanyolul cacaotal), a Suerre vidék vagy Reventazón medencéje felé vezető úton. Ujarrásban is élt.
Ricardo Fernández Guardia Costa Rica-i történész El descubrimiento y la conquista című művében arról értekezik, hogy Quitao király, aki 1563 áprilisában Garcimuñoz-ban találkozott Juan Vázquez de Coronado polgármesterrel, és nyolc másik őslakos uralkodóval együtt alávetette magát a spanyol birodalom fennhatóságának, Correque követe volt.

## Élete
Correque számos hadműveletet vezetett a spanyolok ellen, de később elhagyta Ujarrás-i rezidenciáját, hogy elmeneküljön előlük, sok más nemest és azok gyermekeit is magával vitte. Ezután Tucurrique-ban rendezte be udvarát, amely település akkoriban Taquetaque vagy Uriuri néven volt ismert huetár nyelven, ami azt jelenti: urak, vagy nagyurak gyermekei.[forrás?]
Alonso Anguciana de Gamboa (1574-1577) megbízott polgármester gyűlést szervezett Tucurrique városában, aminek eredményeként „...félelemből ugyan, de a környék kacikái békét kötöttek egymással, Correque elfogadta a szent tanításokat, uradalmát pedig Su Magestad-nak adta...” Az új huetár uralkodót Fernando Correque néven megkeresztelték, és megkapta Tucurrique trónját. Az ő halála után (1584 körül, valószínűleg Tucurrique-ban történt) Diego de Artieda Chirino y Uclés kormányzó Tucurrique területét a király unokaöccsének vagy fiának, Alonso Correque-nek adományozta.

## Fordítás
- Ez a szócikk részben vagy egészben  a   Correque című angol Wikipédia-szócikk ezen változatának fordításán alapul.  Az eredeti cikk szerkesztőit annak laptörténete sorolja fel. Ez a jelzés csupán a megfogalmazás eredetét és a szerzői jogokat jelzi, nem szolgál a cikkben szereplő információk forrásmegjelöléseként.
- Ez a szócikk részben vagy egészben  a   Fernando Correque című spanyol Wikipédia-szócikk ezen változatának fordításán alapul.  Az eredeti cikk szerkesztőit annak laptörténete sorolja fel. Ez a jelzés csupán a megfogalmazás eredetét és a szerzői jogokat jelzi, nem szolgál a cikkben szereplő információk forrásmegjelöléseként.